# Cincinnati Art Museum
Le Cincinnati Art Museum (en français : musée d'art de Cincinnati) est un musée d'art américain situé dans la ville de Cincinnati, dans l'État de l'Ohio. Il contient plus de 60 000 objets, ce qui en fait une des collections les plus importantes du Midwest des États-Unis.

## Présentation
Le musée d'art de Cincinnati a été fondé en 1881. Il a ouvert ses portes en 1886, dans un bâtiment construit dès le départ pour abriter un musée. Une série de rénovations et d'extensions ont considérablement modifié l'allure générale du bâtiment.
Une des extensions majeures, datant de 2003, est la Cincinnati Wing, l'« aile du Cinncinati », destinée à l'exposition des objets sur l'État du Cincinnati, où créé par des artistes de l'État.
Le musée a bénéficié, dès sa création, de nombreuses donation et legs qui ont permis la construction, les extensions et l'entretien du site. Une des particularités du musée est que l'entrée est gratuite (mais le stationnement des voitures est payant).
Depuis 1935, le musée est doté d'un département de conservation. Quatre conservateurs ont en charge les diverses collections, les uns les peintures sur panneau ou toile, les travaux sur papier, imprimés, dessins, photographies, d'autres sont responsables de la collection de textiles et costumes, un dernier des objets en matériaux divers, pierre, céramiques, verres, plastique, métaux, bois, etc. Le département dispose des moyens pour procéder à des études par lumière infrarouge ou ultraviolette, radiographie aux rayons X, échantillonnage microscopique, examens de microchimie. Une éventuelle restauration ne se fait qu'après une recherche historique et artistique.

## Collections
Le musée rassemble des tableaux, des sculptures, des textiles, des photographies, des affiches. Les objets sont classés dans les collections suivantes :
- Arts décoratif américain : Louis Comfort Tiffany, Lucien F. Plympton,
- Arts décoratif européen : Thomas Webb & Sons (en), Vally Wieselthier, William Evan Charles Morgan, René Lalique, et aussi biscuits de Sèvres, Paul de Lamerie.
- Peinture et sculpture américaine : la collection comprend des œuvres de John Singleton Copley, Thomas Cole, William Harnett, Andrew Wyeth, Grant Wood, Edward Hopper (Sun on Prospect Street (Gloucester, Massachusetts)), Frank Duveneck, Richard Diebenkorn, et Mark Rothko, et des artistes des années 1970 et 1980.
- Peinture et sculpture européenne : la collection comprend des œuvres de Titien, Hans Memling, Lucas Cranach l'Ancien, Hals, Pierre Paul Rubens, Maria van Oosterwijk, Giovanni Battista Tiepolo, Andrea Mantegna, Bernardo Strozzi et Thomas Gainsborough, William Hogarth, le sculpteur Clodion et, parmi les artistes des XIXe et XXe siècles, des œuvres de Chagall, André Derain, Georges Braque, Modigliani, Joan Miró, Pablo Picasso (Nature morte au verre et au citron), Auguste Renoir et Pierre Soulages.
- Photographies : Les photographies, anciennes ou contemporaines, comportent des témoignages divers, et des photos de personnalités comme Jean-Jacques Audubon.
- Dessins : Edgar Degas, Auguste Renoir, Le Pont des trois sautets de Cézanne, artistes américains comme Elizabeth Nourse.
- Textiles et arts de la mode
- Art des Amériques
- Art d'Afrique
- Art du Proche-Orient : vaisselle d'Iran, mihrab iranien, gardien perse, en pierre, Ve siècle av. J.-C.
- Art d'Asie :
- Art égyptien : fragments de sculptures de pierre, sculptures de bronze, reliefs de tombes
- Art de l'Antiquité grecque et romaine : sculpture des Cyclades, 2500 av. J.-C., guerrier en bronze, d'Ombrie, Ve siècle av. J.-C., céramiques de Corinthe, d'Athènes.
- Art contemporain

## Galerie

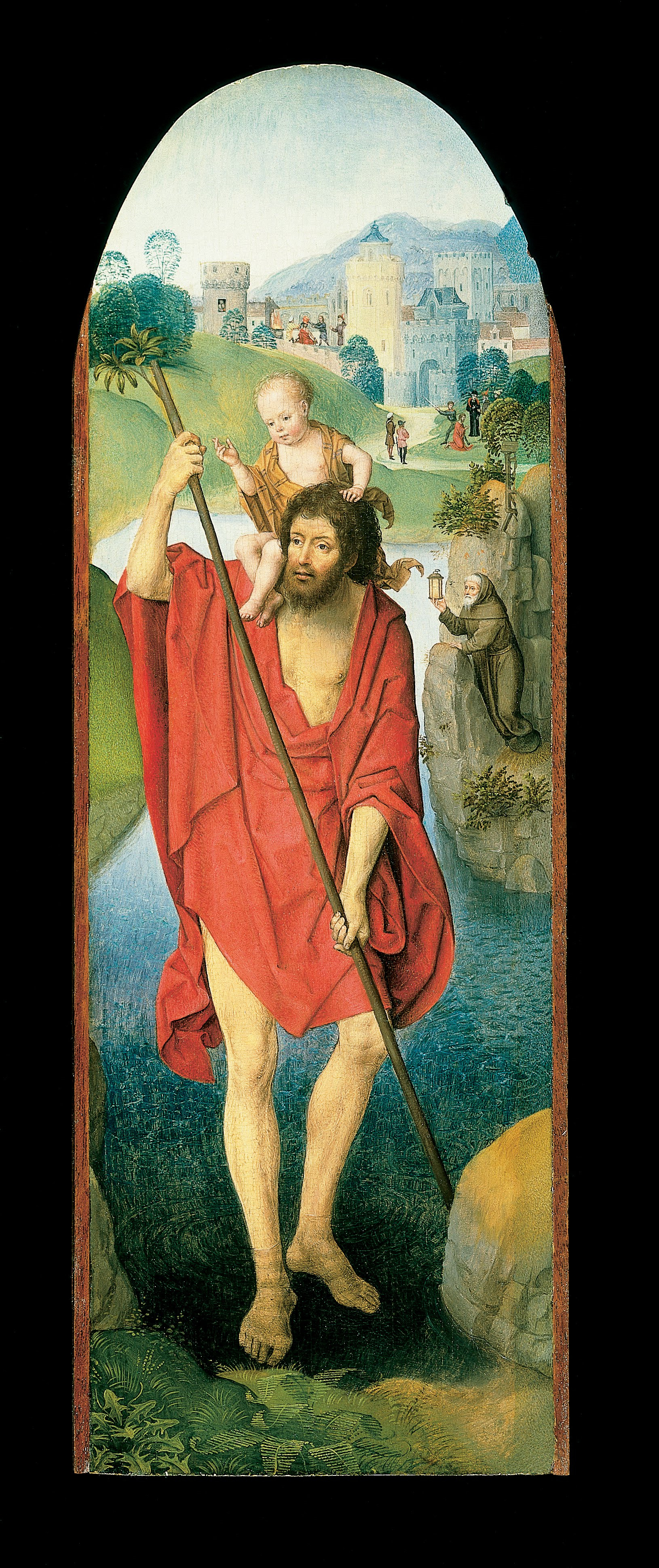
Hans Memling Saint Christophe (1433-1494)
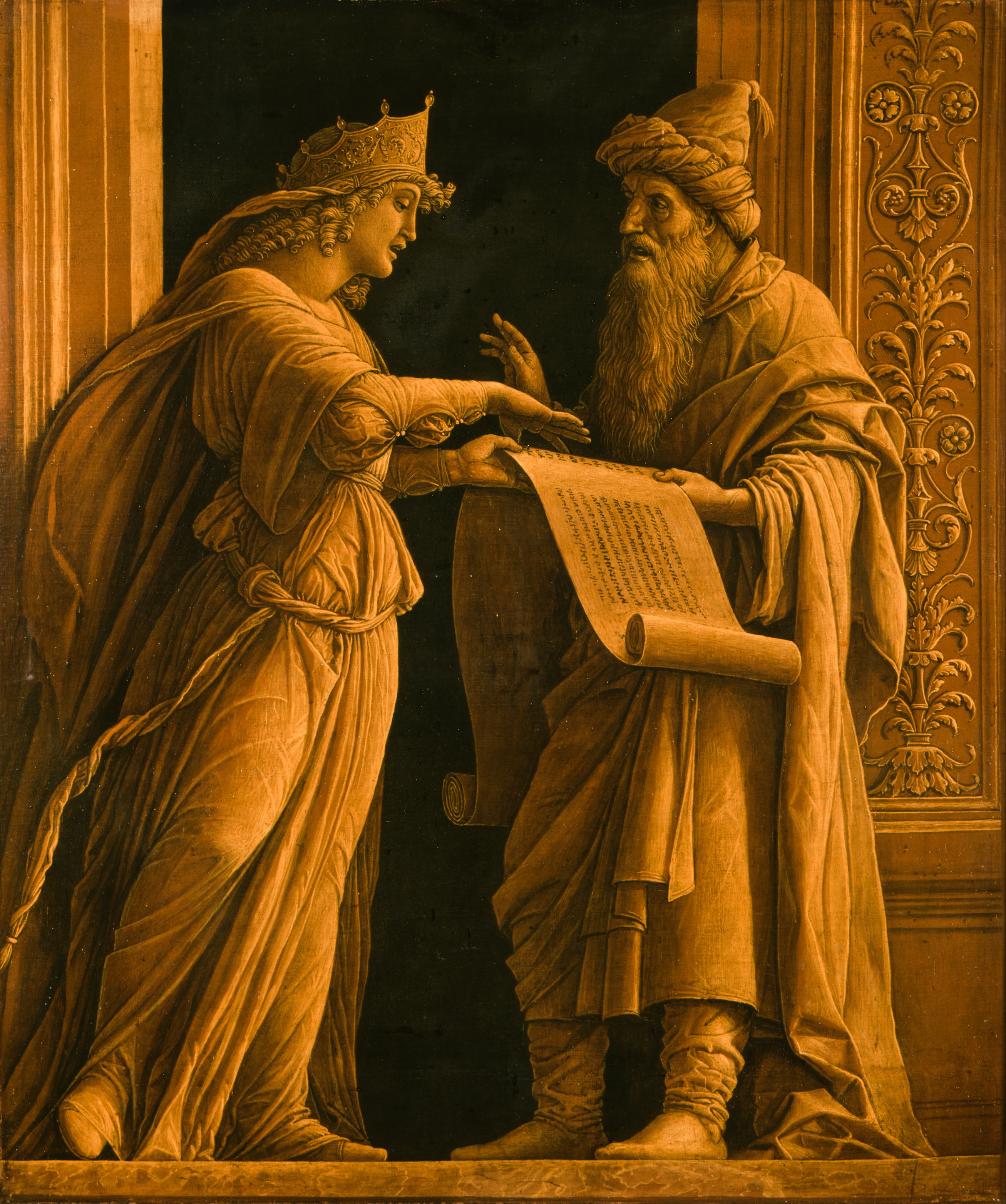
Andrea Mantegna Sibilla e profeta (vers 1495)
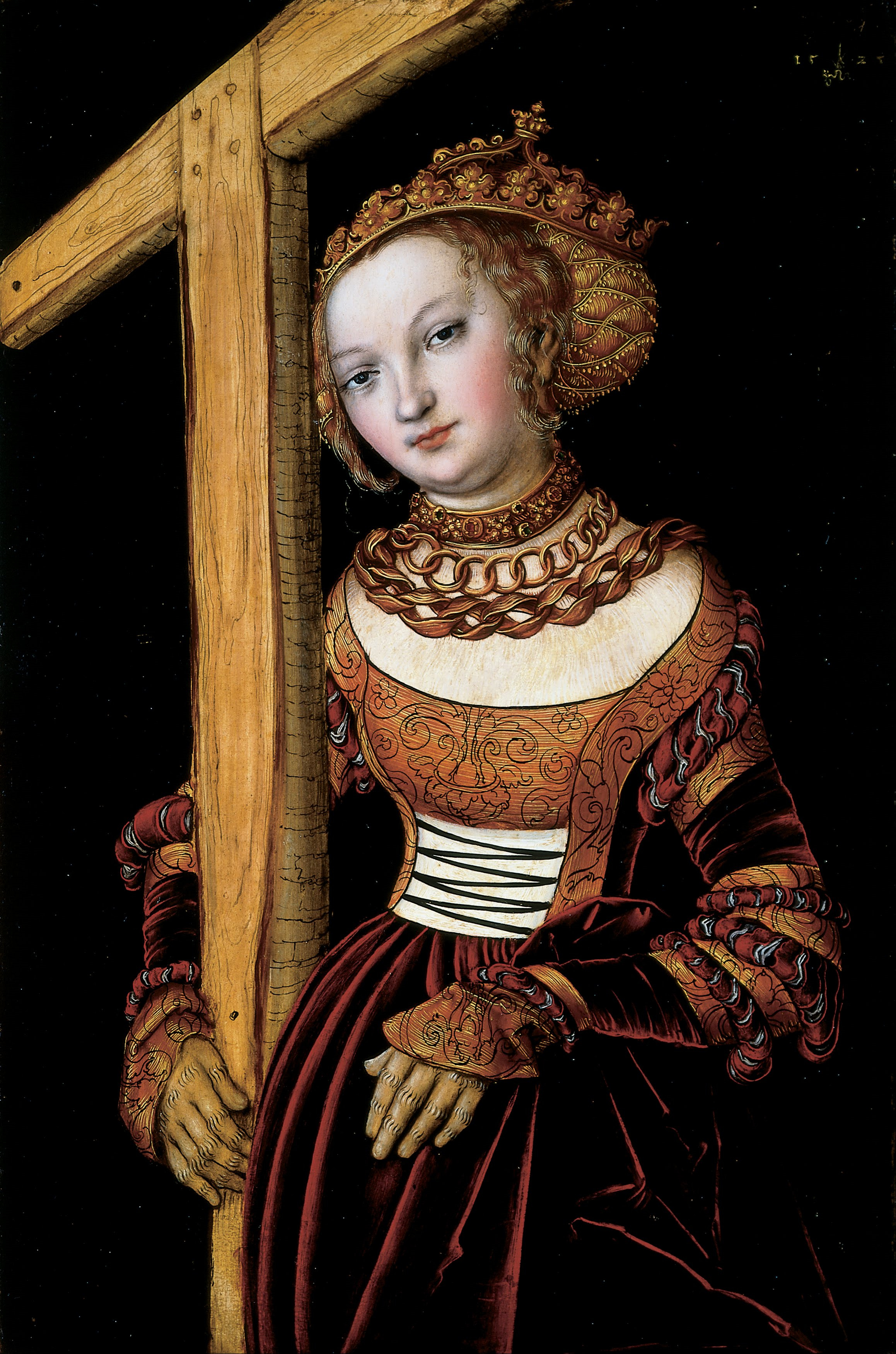
Lucas Cranach l'Ancien, Sainte Hélène à la croix (1525)
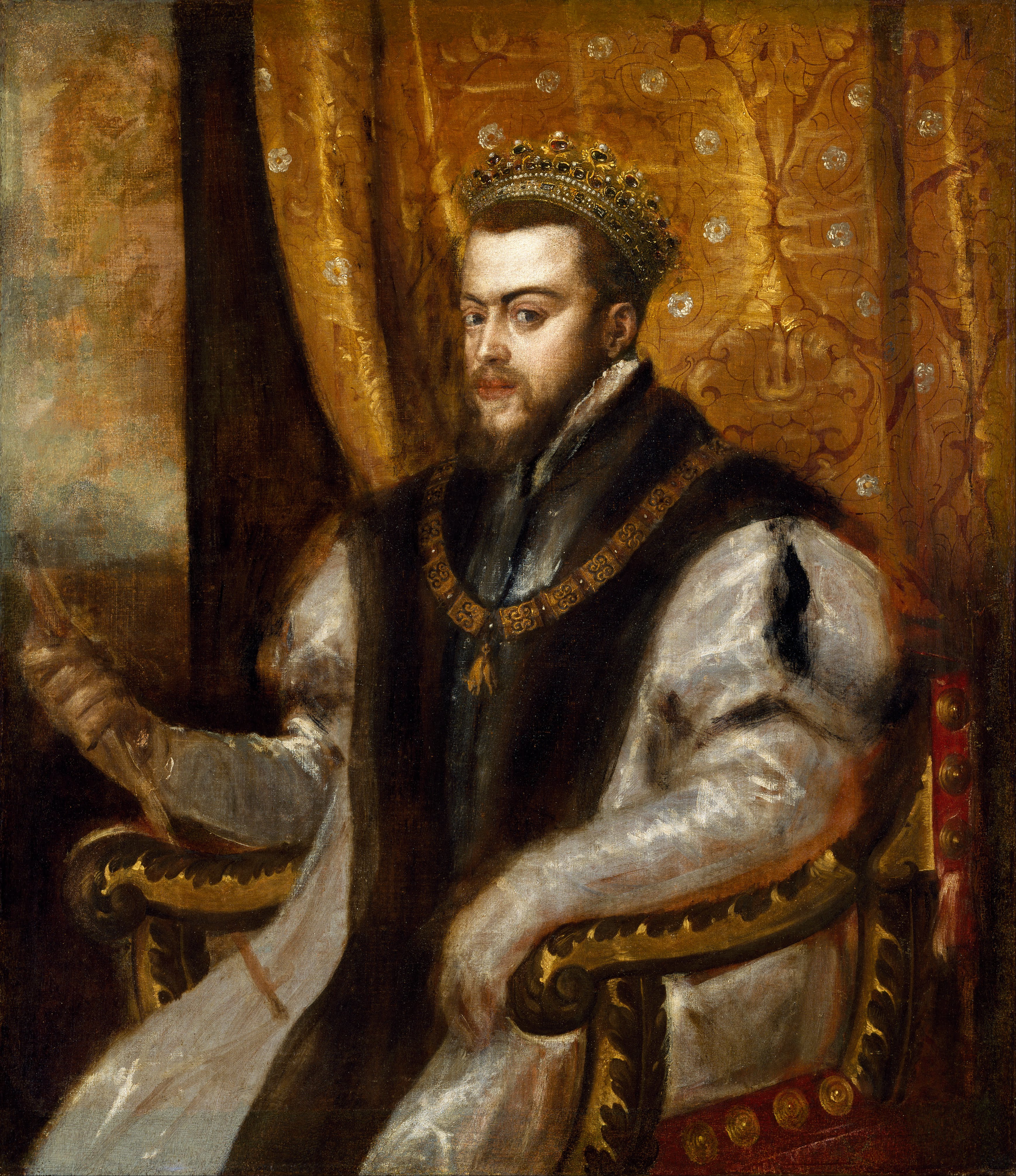
Le Titien, Portrait de Philippe II d'Espagne (1545-1556)
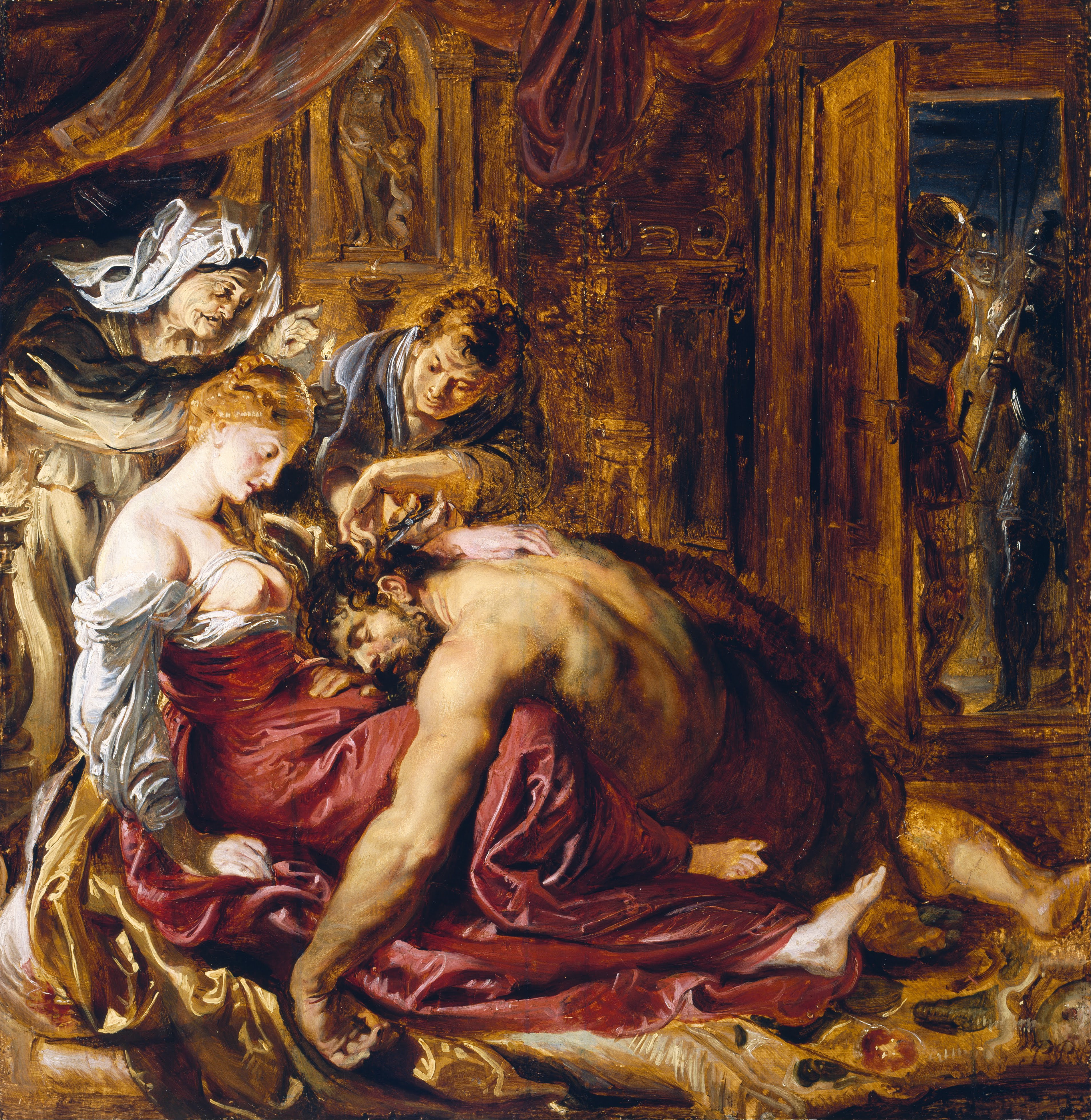
Peter Paul Rubens, Samson et Dalila (1604-1614)
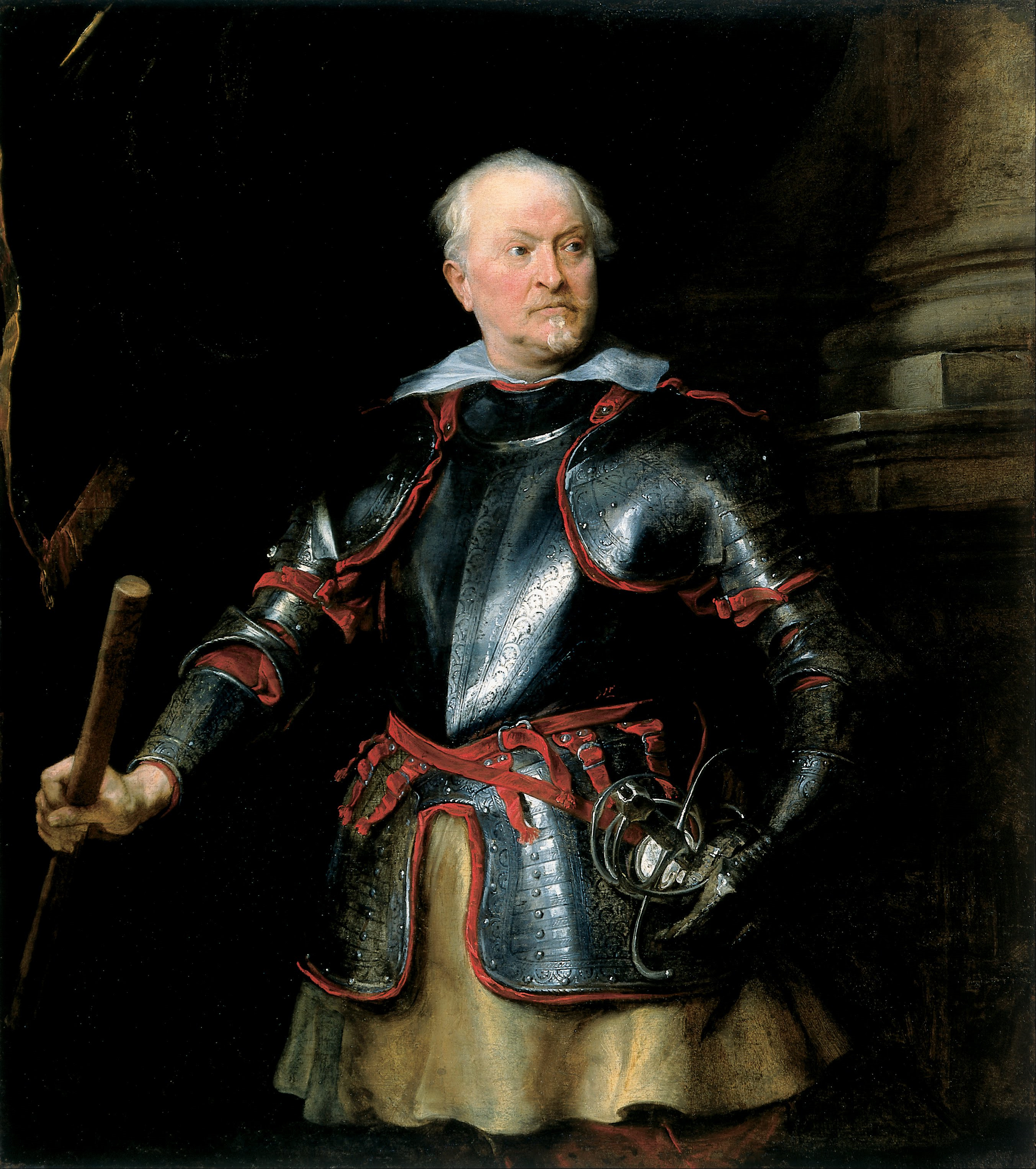
Antoine van Dyck, Portrait d'un gentilhomme vêtu d'une armure (1616-1627)
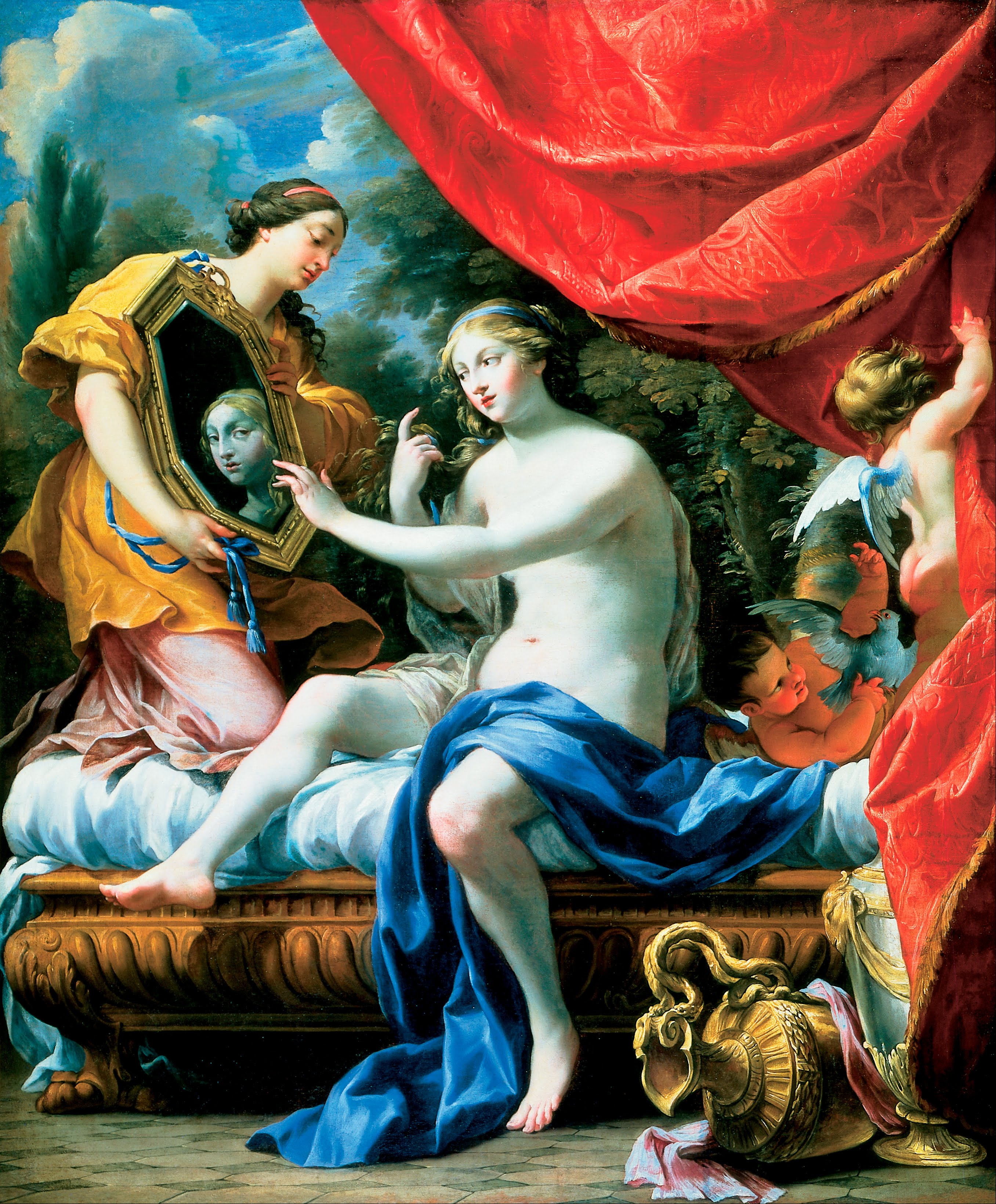
Simon Vouet, Vénus à sa toilette (1629)
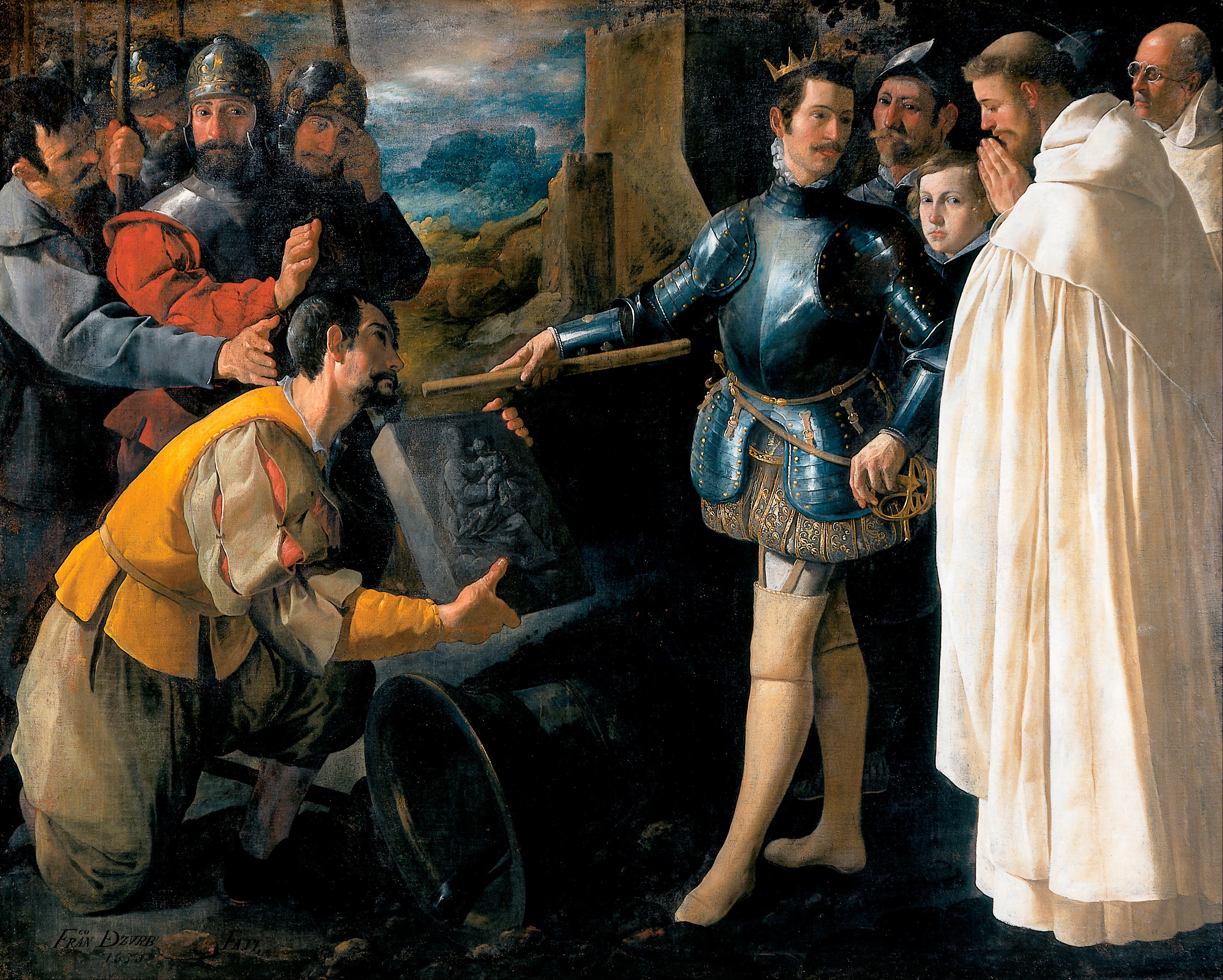
Francisco de Zurbarán, Saint Pierre Nolasco retrouvant le portrait de la Vierge (1630)
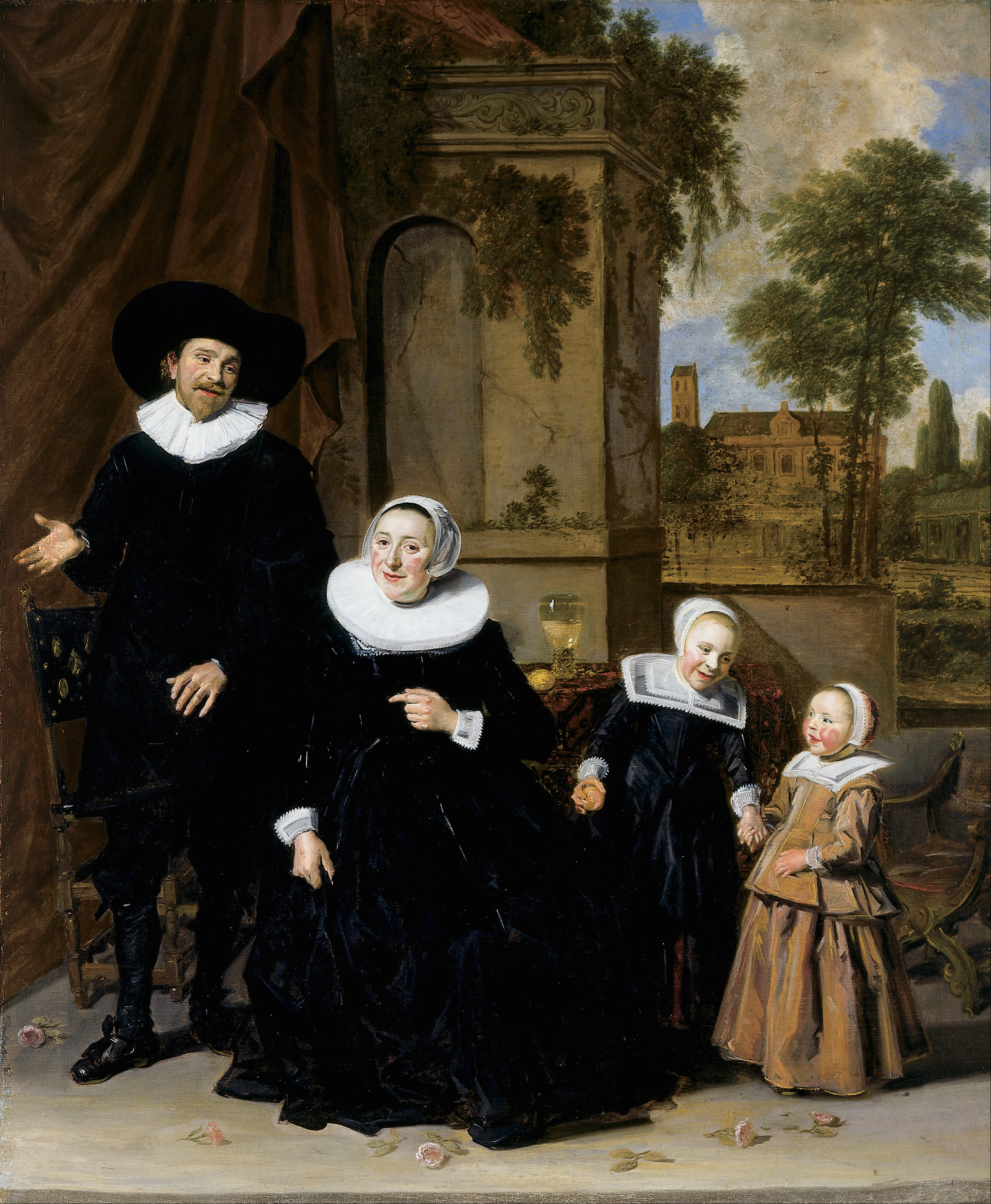
Frans Hals, Portrait d'une famille flamande (1633-1636)
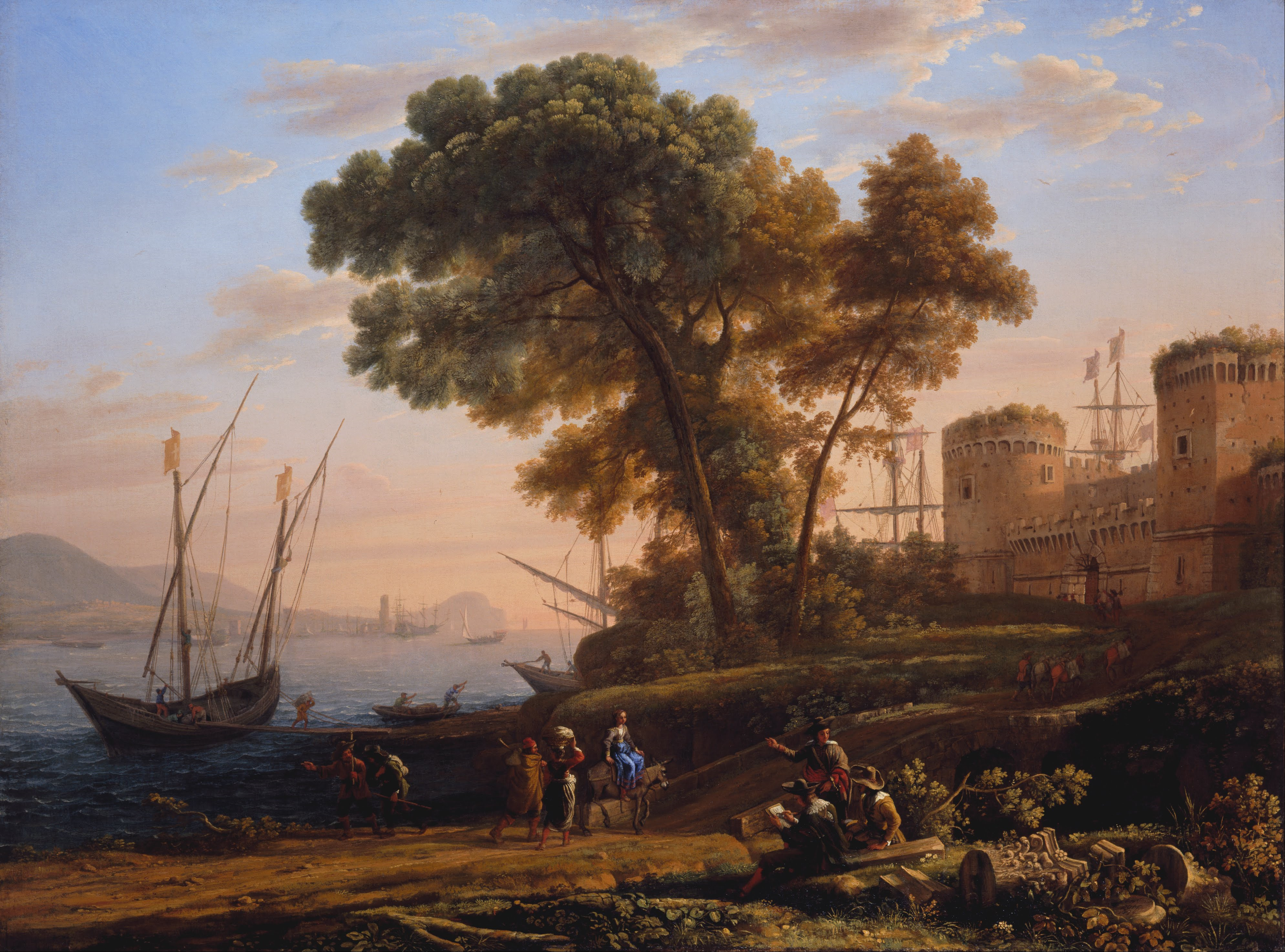
Claude Lorrain, Un artiste étudiant la nature (1639)
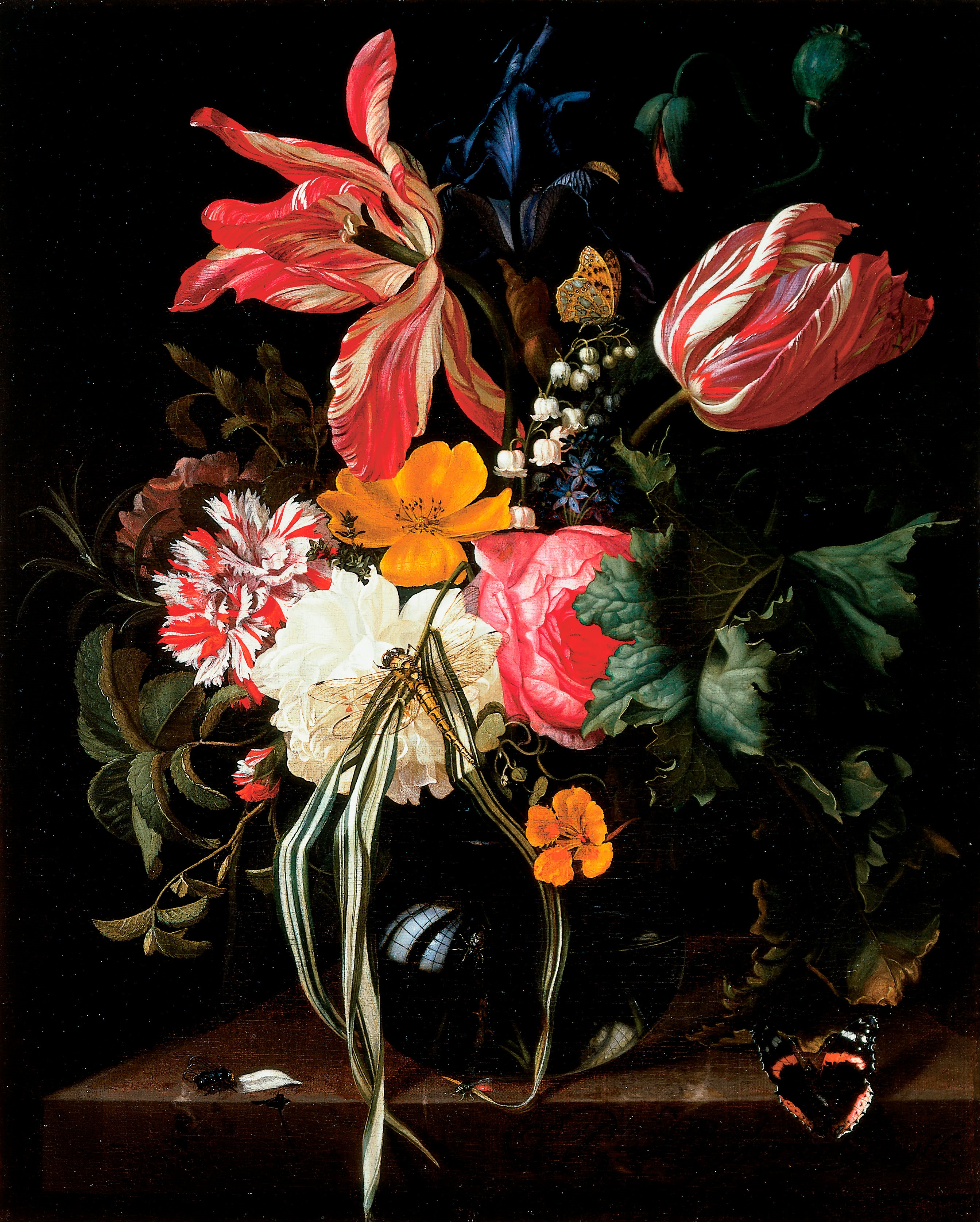
Maria van Oosterwijk, Nature morte au vase de tulipes, roses et autres fleurs avec insectes (1669)
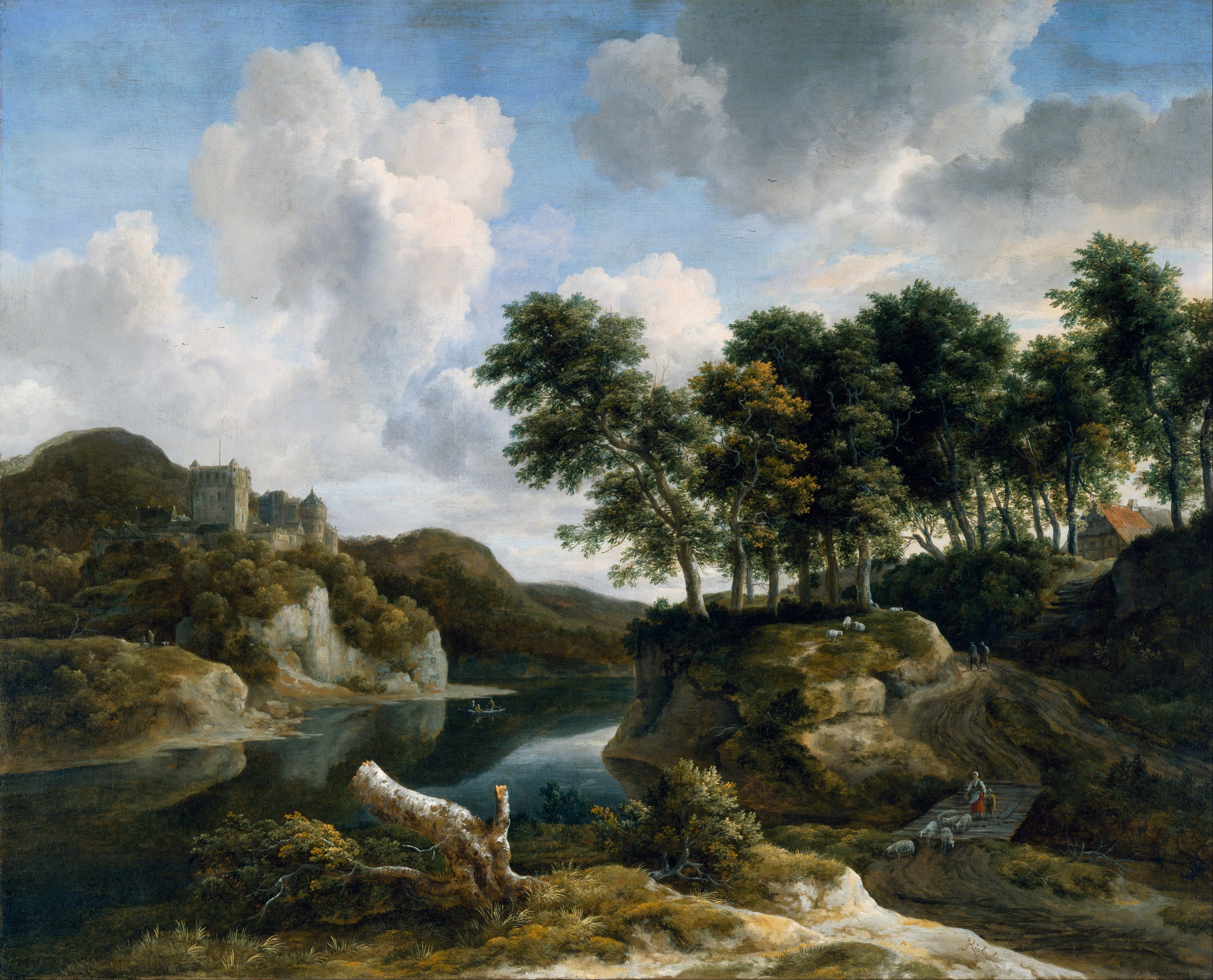
Jacob van Ruisdael, Paysage d'un fleuve avec un château sur une haute falaise (1670-1679)
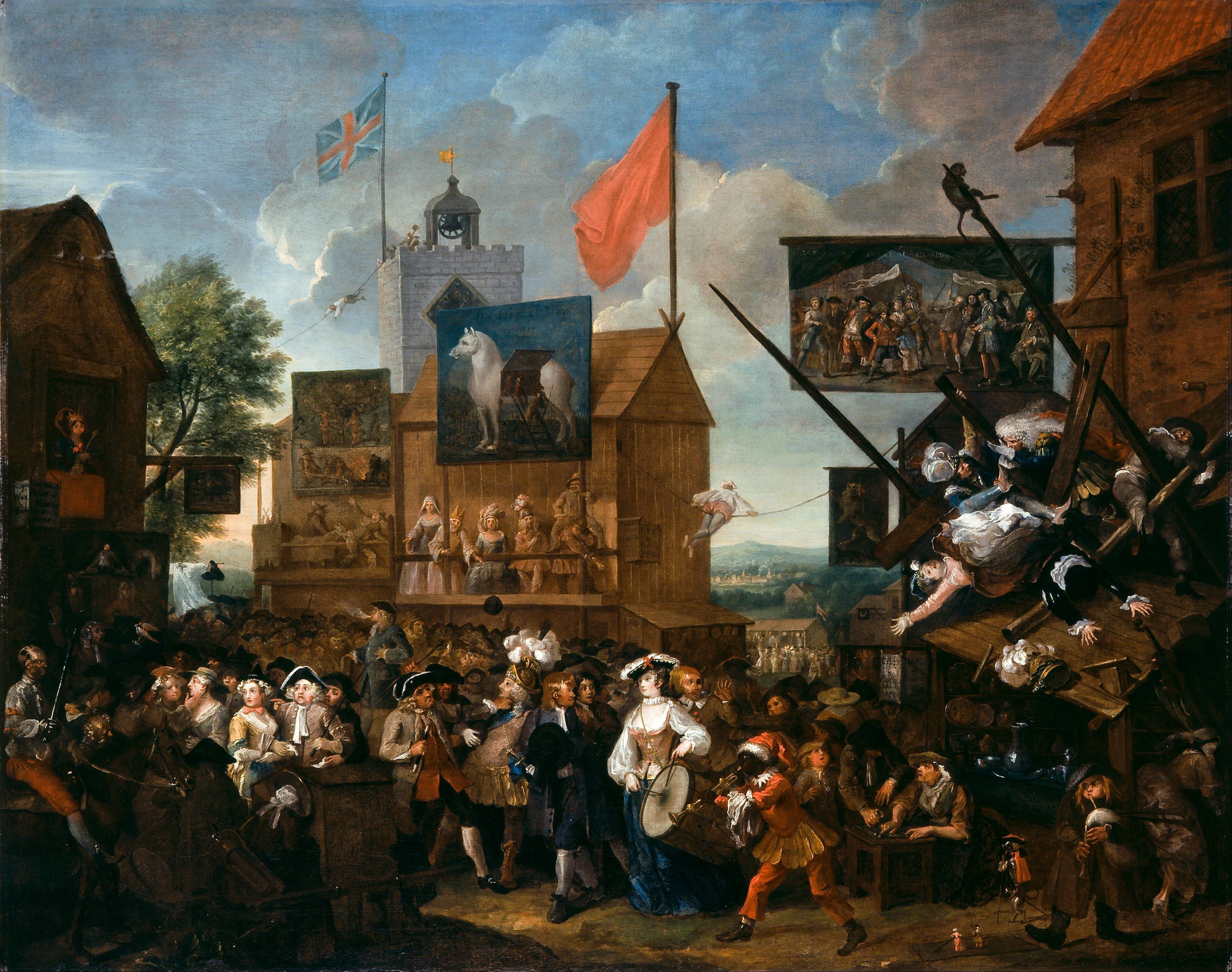
William Hogarth, Southwark Fair (1733)
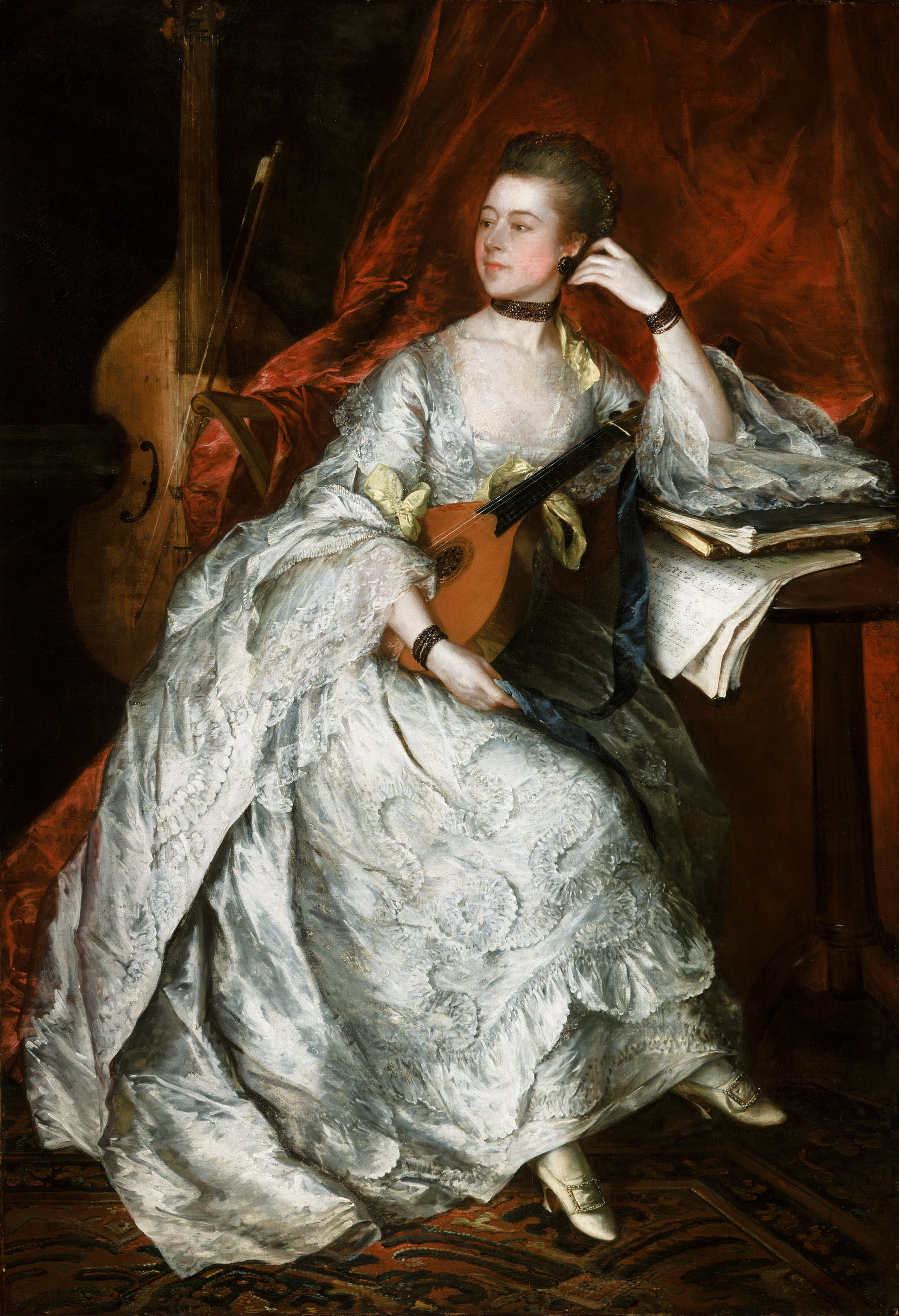
Thomas Gainsborough, Ann Ford (Mrs. Philip Thicknesse) (1760)
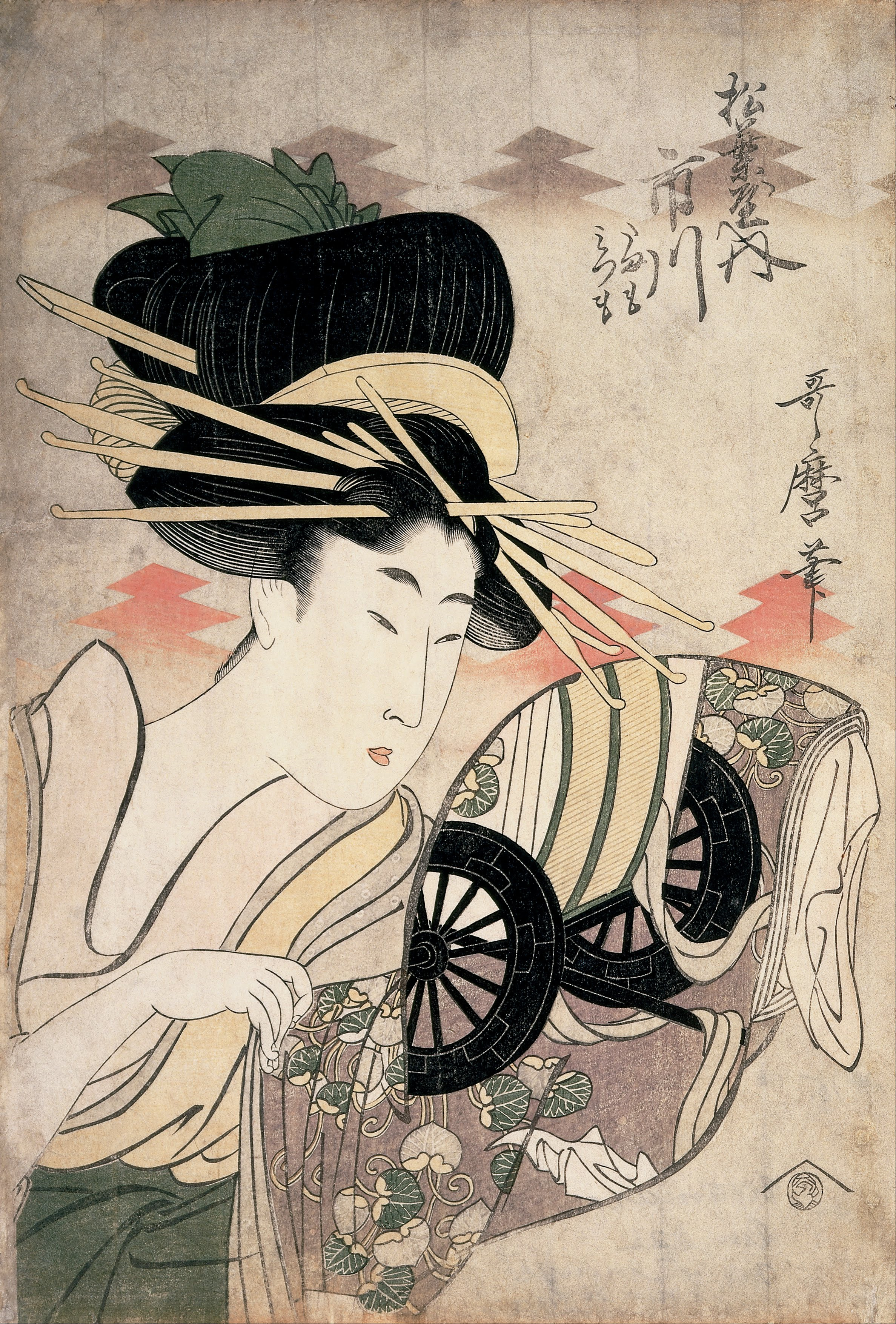
Utamaro, La Courtisane Ichikawa au Matsuba (1796-1799)
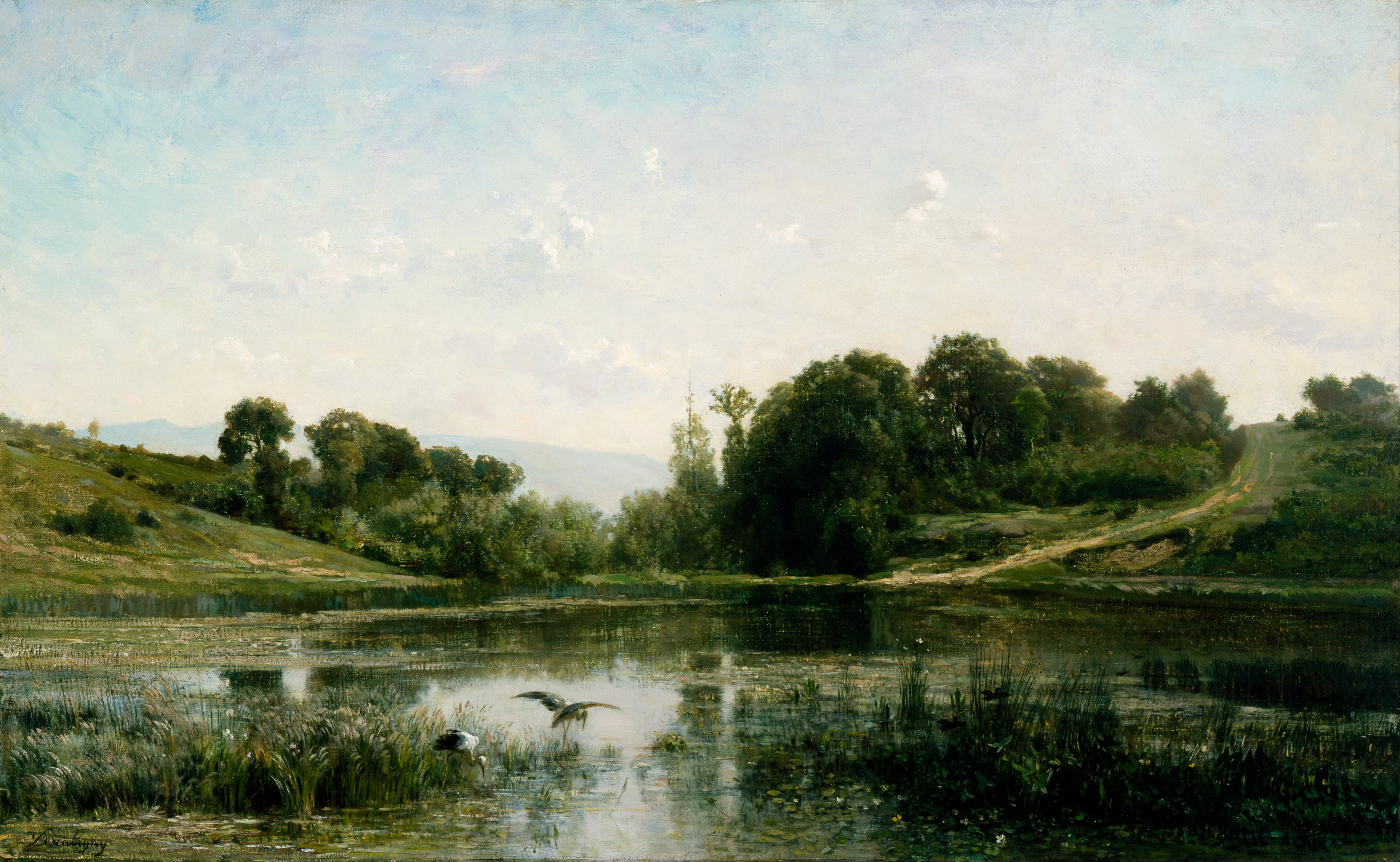
Charles-François Daubigny, Les Étangs de Gylieu (1817-1878)
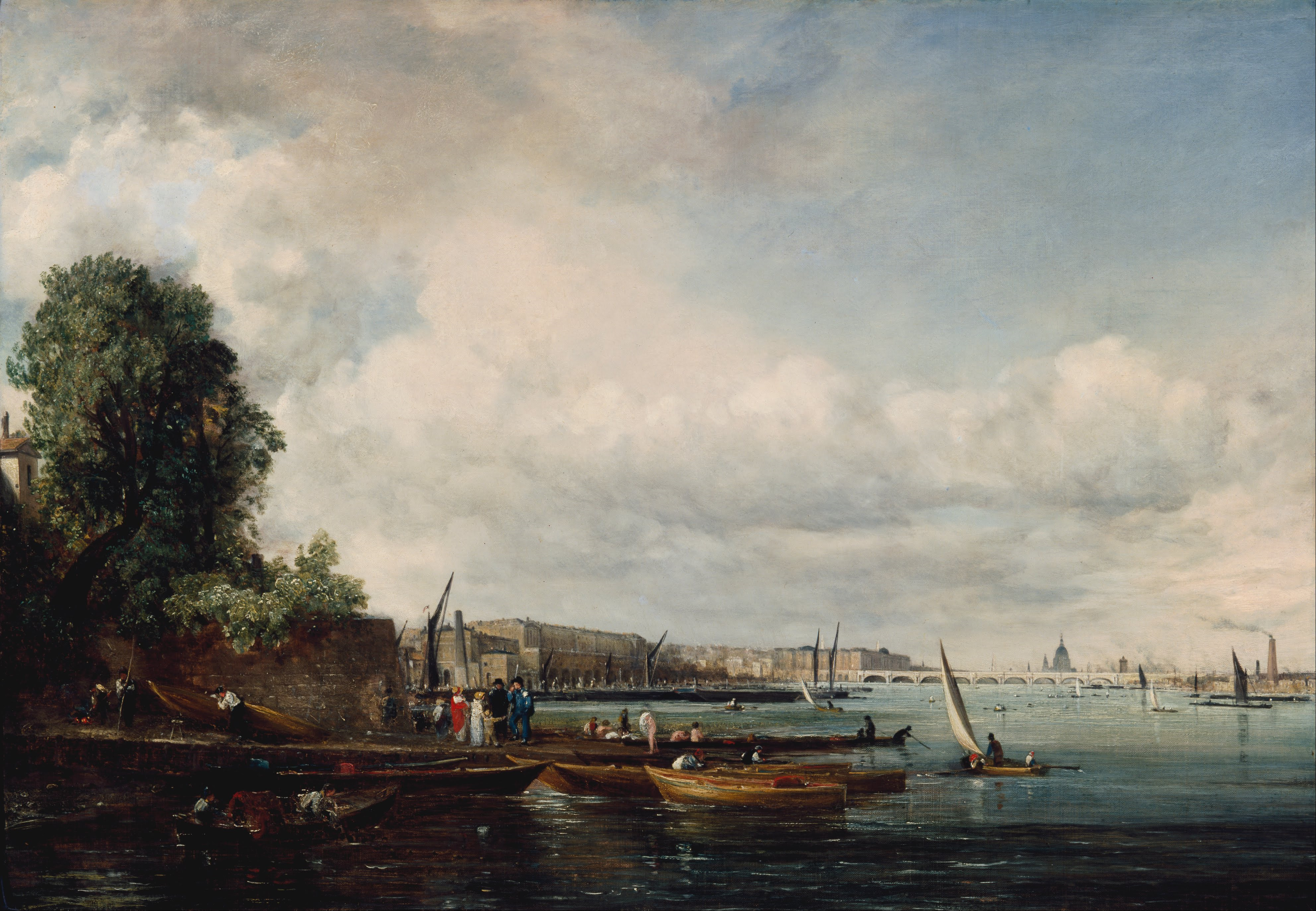
John Constable, Waterloo Bridge (1815-1825)
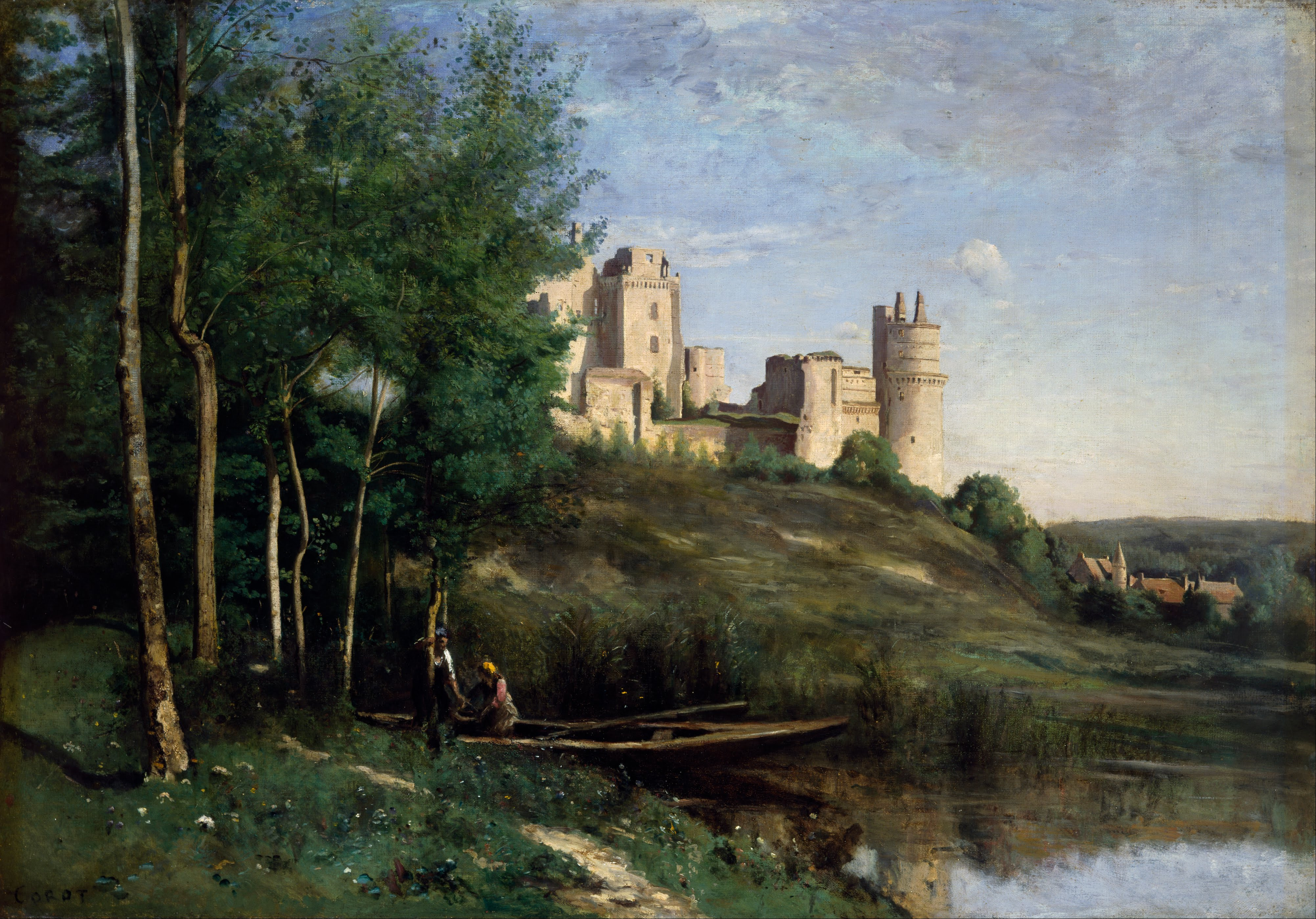
Jean-Baptiste-Camille Corot, Les Ruines du Château de Pierrefonds (1825-1872)
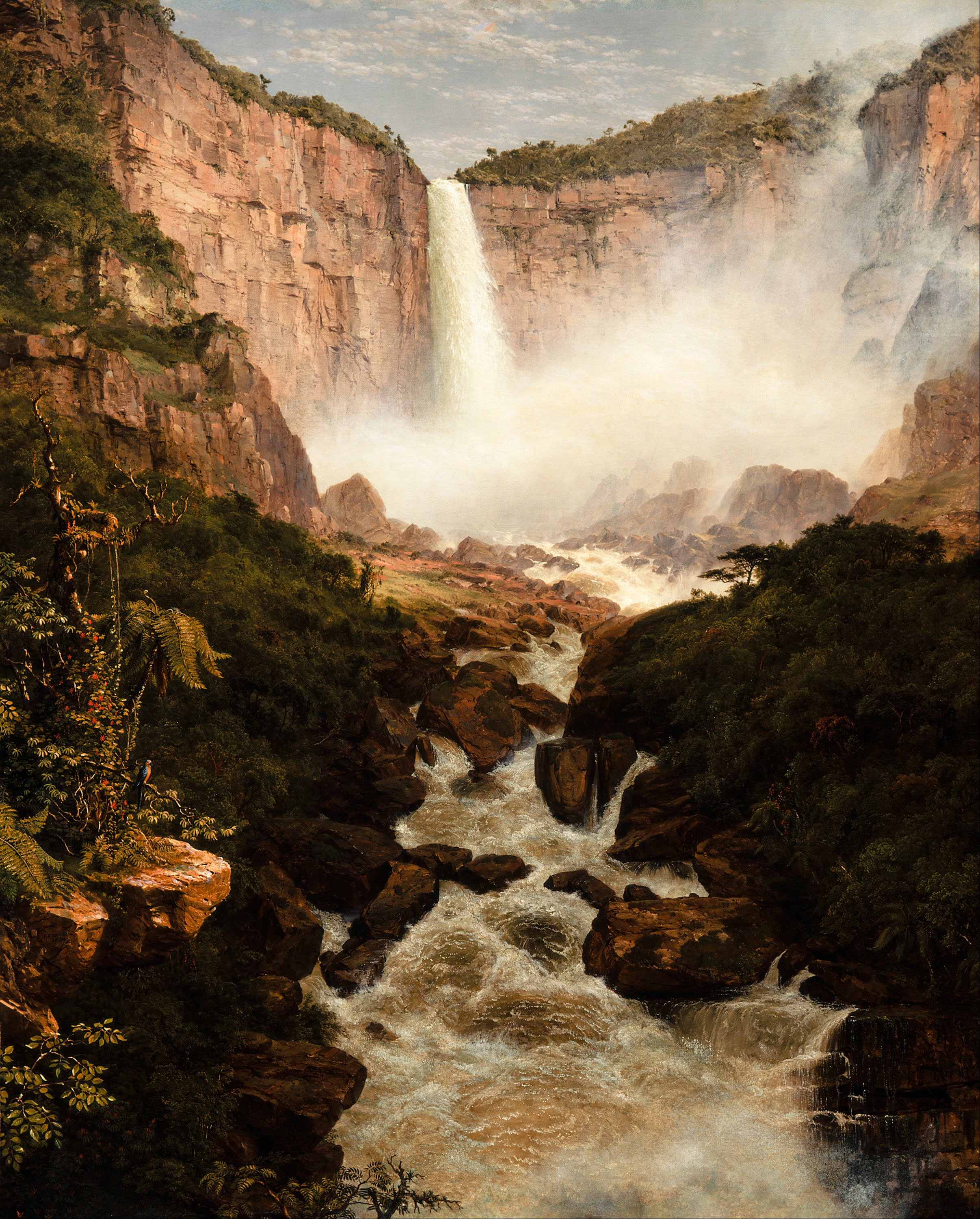
Frederic Edwin Church, Les Chutes de Tequendama près de Bogota, Royaume de Nouvelle-Grenade (1854)
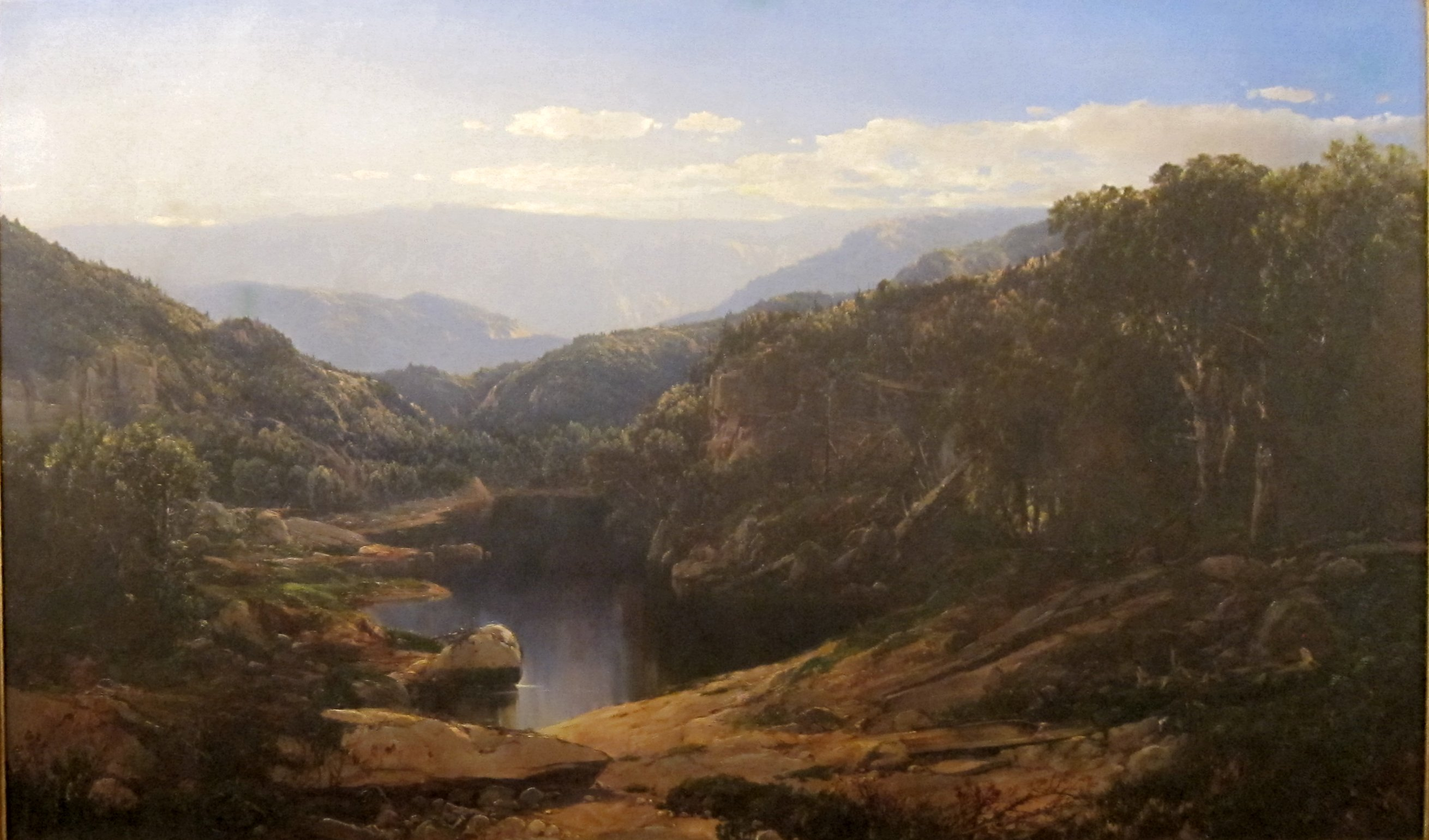
William Louis Sonntag Sr., Paysage de montagne avec lac, vers 1865
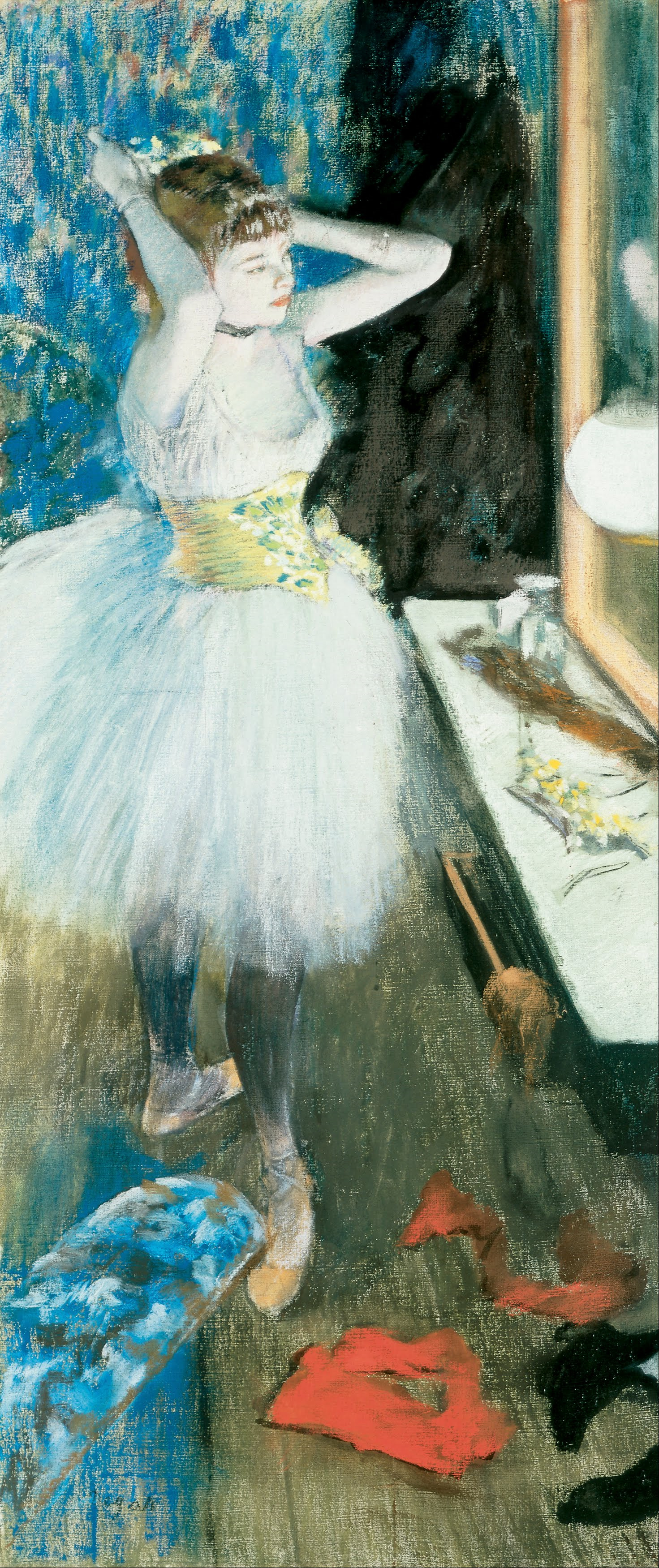
Edgar Degas, Une danseuse dans sa loge (1874-1884)
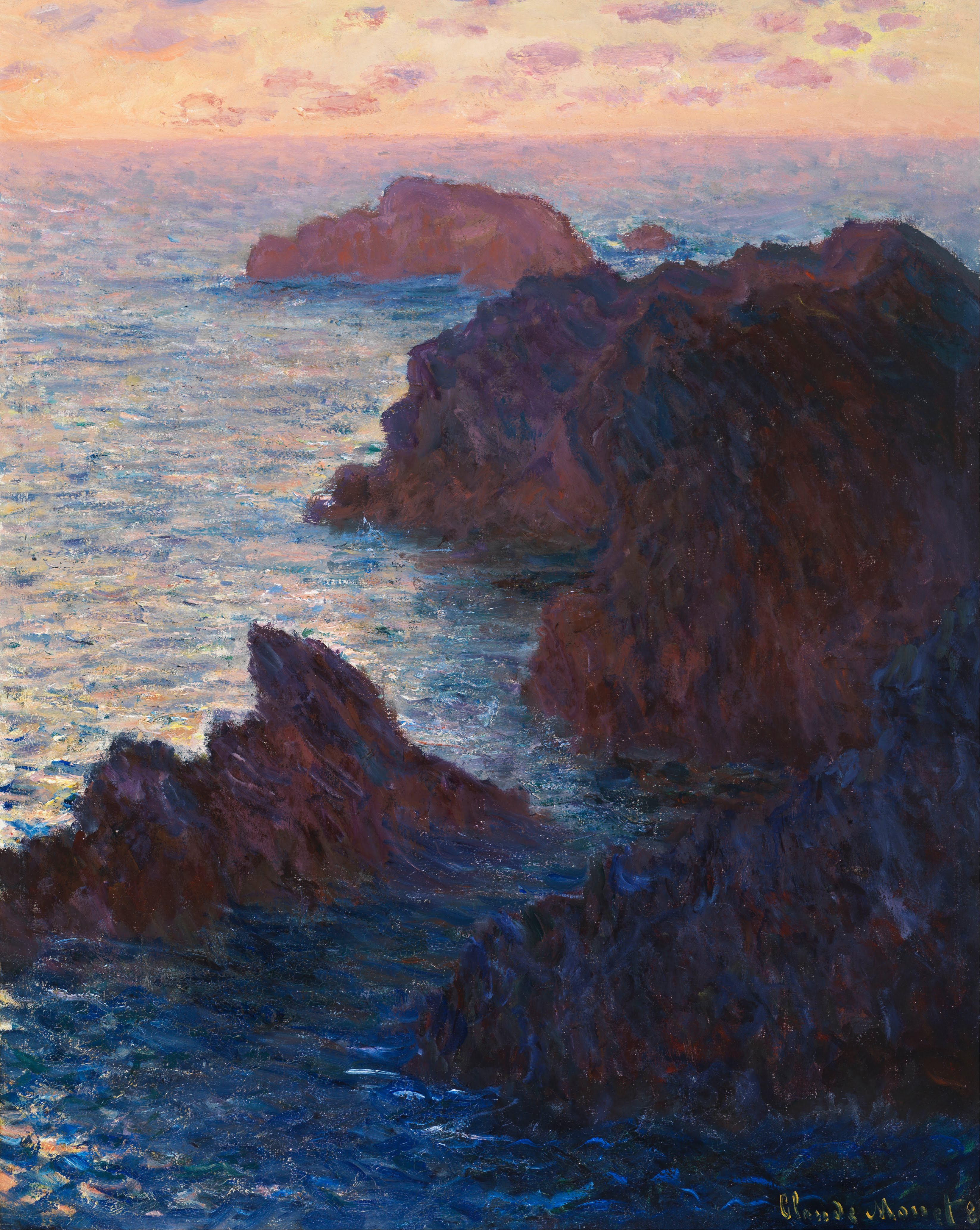
Claude Monet, Rochers à Belle-lle, Port-Domois (1886)
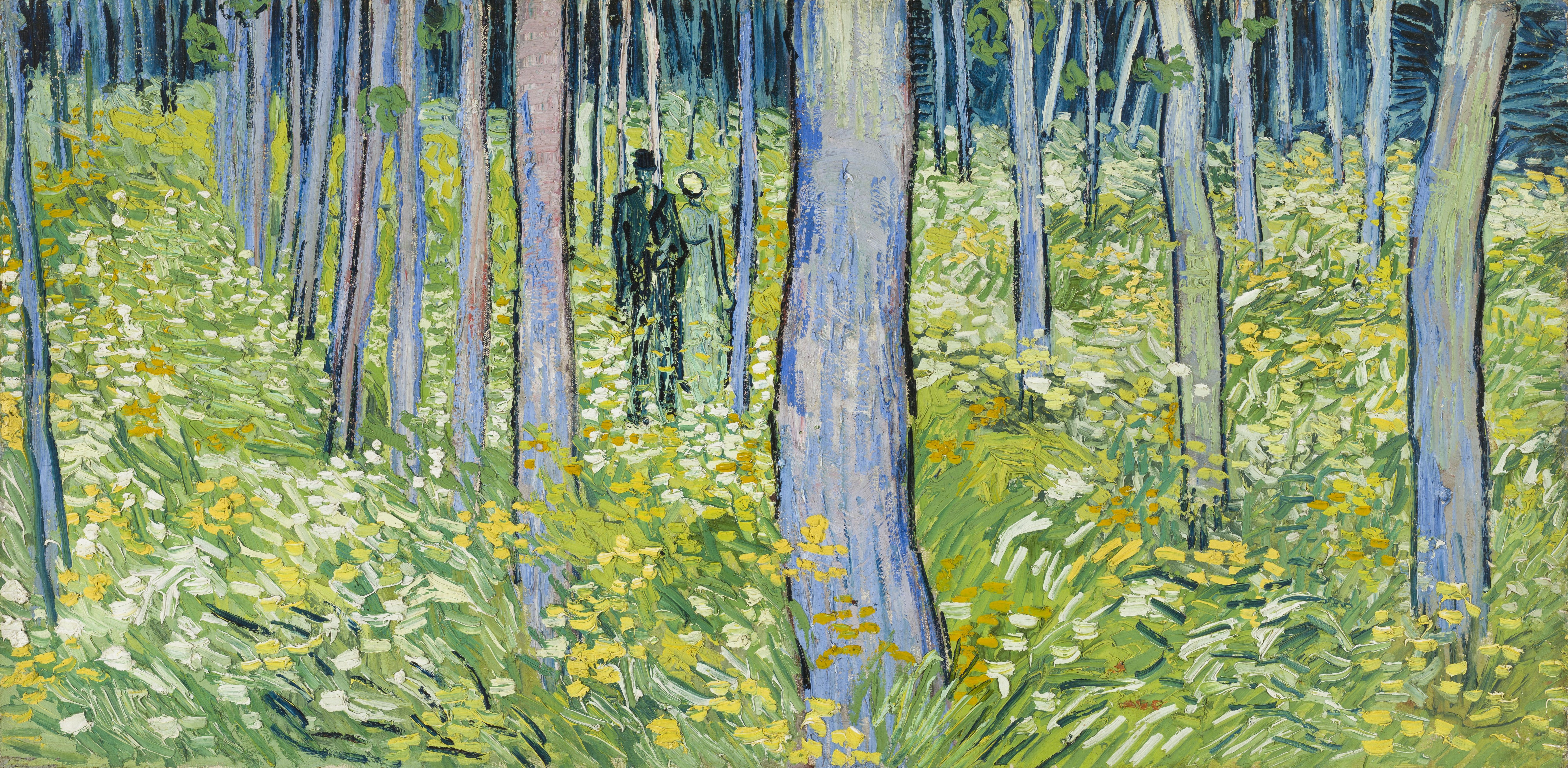
Vincent van Gogh, Sous-bois (1890)
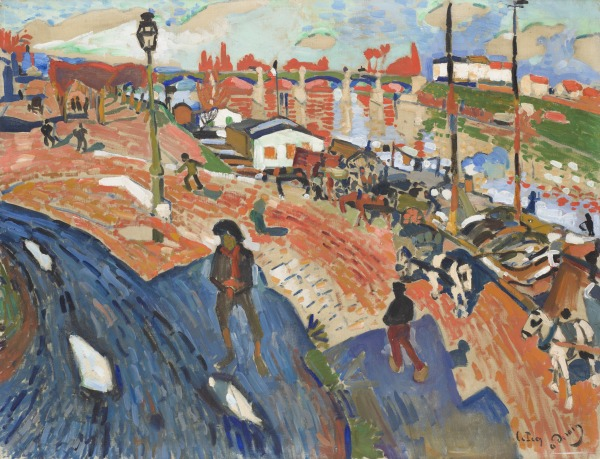
André Derain Le Pont du Pecq (1904-1905)
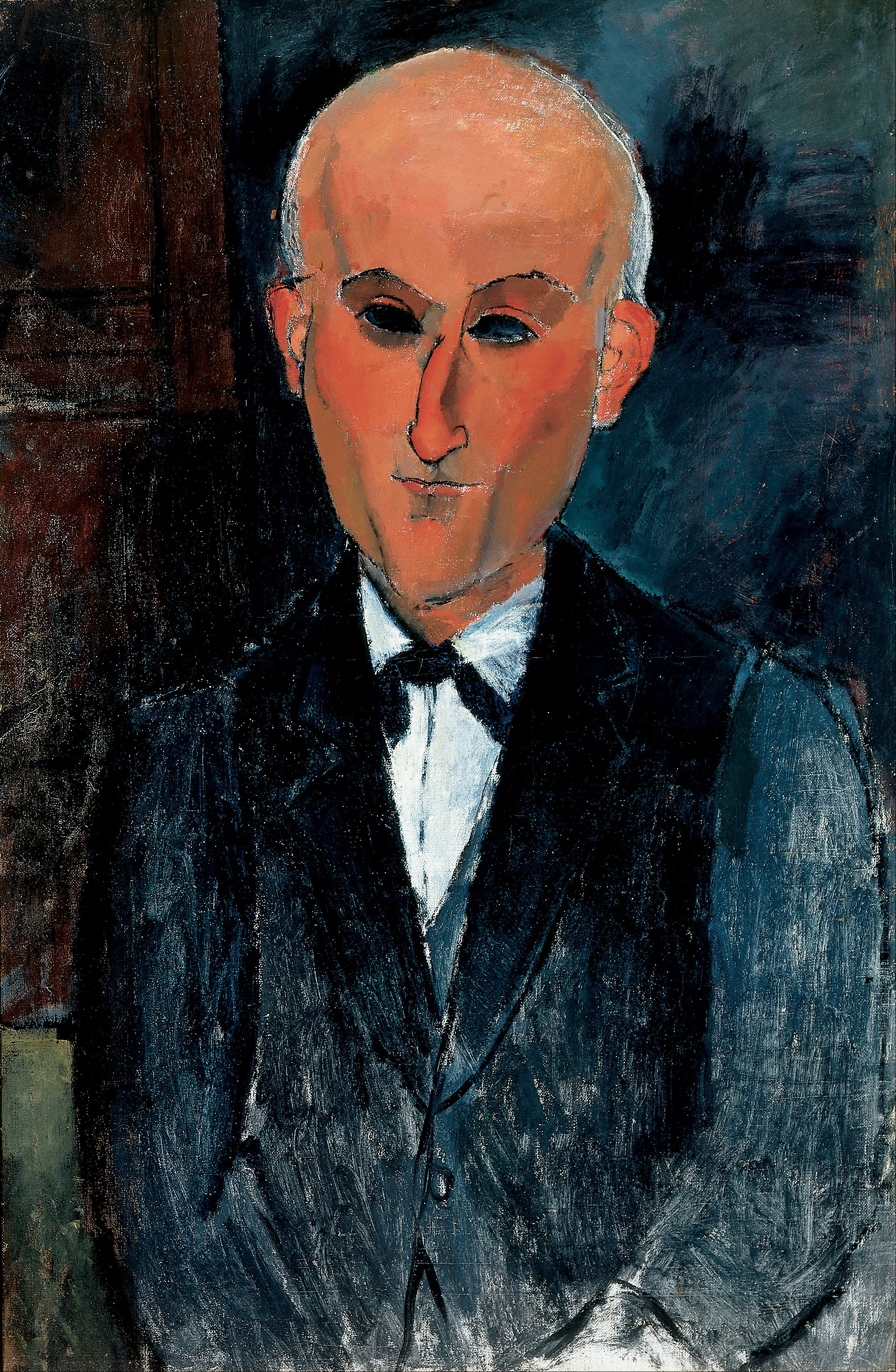
Amedeo Modigliani, Max Jacob (vers 1916-1917)